# Piazzolo
Piazzolo är en ort och kommun i provinsen Bergamo i regionen Lombardiet i Italien. Kommunen hade 88 invånare (2018).